# Russian Time
A Russian Time (anteriormente conhecida como RT Russian Time) foi uma equipe de automobilismo russo fundada por Igor Mazepa para competir na GP2 Series, uma categoria de carros de corrida de roda aberta projetada para preparar pilotos para a Fórmula 1, substituída em 2017 pelo Campeonato de Fórmula 2 da FIA. Sua sede localizava-se em Norwich.
A equipe na maior parte do tempo foi gerenciada pela Virtuosi Racing, que adquiriu sua entrada e ativos para a disputa do Campeonato de Fórmula 2 da FIA a partir de 2019.

## História
A equipe foi fundada pelo ex-piloto Igor Mazepa (nascido na Ucrânia, mas criado na Rússia), em parceria com Timo Rumpkfeil, chefe da equipe Motopark Academy. A Russian Time buscou uma entrada na GP2 Series por dois anos antes de finalmente ser aceita em 2013, substituindo a iSport International, que não correu em virtude de problemas financeiros
. A nova equipe contratou o inglês Sam Bird e o francês Tom Dillmann para pilotar seus carros. O desempenho surpreendeu: Bird venceu 5 provas, marcou 2 poles-positions e 3 voltas mais rápidas, enquanto Dillmann não obteve nenhuma vitória (obteve dois terceiros lugares, em Silverstone e Monza), conquistou uma pole e marcou a volta mais rápida na feature race de Silverstone. Com 273 pontos (empatada com a Carlin), a Russian Time levou o título de construtores por ter mais vitórias. Em 2014, a equipe estrearia na GP3 Series, ocupando a vaga da Bamboo Engineering e continuando a participar da GP2, da Fórmula 3 alemã e da ADAC Formel Masters.
Em fevereiro, antes da temporada de 2014 começar, Igor Mazepa, fundador da equipe, morreu após complicações de uma trombose.[carece de fontes?] Depois disso, a Motopark Academy encerrou sua parceria com a equipe, deixando sua participação nas temporadas de GP2 e GP3 de 2014 com sérias complicações.. A equipe se reuniu com a iSport International para continuar seu programa de GP2, contratando o neozelandês Mitch Evans para suceder Bird, e o russo Artem Markelov para substituir Dillmann, mas optou por abandonar seus planos para a entrada na GP3, vendendo sua entrada para a Hilmer Motorsport. A morte de Mazepa foi um golpe para a Russian Time, que não repetiu o desempenho de 2013, tendo conquistado duas vitórias, todas com Evans. Markelov acabou em vigésimo-quarto lugar, com apenas 6 pontos.
Para 2015, a dupla Evans-Markelov permanece no time, que teve a russa Svetlana Strelnikova como chefe de equipe, sendo a primeira mulher a exercer a função na GP2. A equipe mudou o seu gerenciamento da iSport para a Virtuosi Racing.
A Russian Time disputou as duas primeiras temporadas do Campeonato de Fórmula 2 da FIA, competição esta que sucedeu a GP2 Series em 2017, mas a equipe deixou o campeonato após seis anos competindo na Fórmula 2 e na GP2. Sua entrada e ativos foram vendidos para a Virtuosi Racing, que havia operado a equipe até o Campeonato de Fórmula 2 de 2019.

## Pilotos
- Sam Bird (2013)¹
- Tom Dillmann (2013)¹
- Mitch Evans (2013)²
- Artem Markelov (2013)²

Notas
- ¹ Em parceria com a iSport International.
- ² Em parceria com a Motopark Academy.

## Títulos
Campeonatos de equipes
- GP2 Series: 2013
- Campeonato de Fórmula 2 da FIA: 2017